# 永山城
永山城（ながやまじょう）は、大分県日田市丸山町にあった日本の城。小川氏築城時は丸山城（まるやまじょう）と呼ばれた。別名、豆田城（『豊城世譜』）、月隈城（つきくまじょう）ともいう。この「月隈城」の呼称については、『豊後国志』巻之八にみられる。以下は、日田陣屋を併記する。

## 概要
永山城は、市街地北部にある三隈三山の一つである月隈山（つきくまさん）に築かれた平山城である。全容については不明な部分が多いが、山頂付近の本丸跡に川石を用いた丸石の野面積みの石垣と算木積みの隅を持つ石垣が残る。
1601年に小川光氏によって築かれ丸山城と名づけたといわれている。石川氏入封後に城の改築と城下町の移転などが行われたが、1633年中津藩の預かりをへて、幕府直轄領となった。初代代官に小川氏が入城し同代官によって1639年に廃城とされ、日田陣屋が置かれた。西国筋郡代役所となったのは江戸中期、揖斐政俊の時である。この郡代役所は、最後の西国筋郡代となった33代代官窪田鎮勝が幕府歩兵部隊の「制勝隊」を解散する明治元年まで続いた。
後に、日田県知事松方正義（後の第4代総理大臣）によって旧三の丸に知事官邸と日田県庁舎が設けられ大分県に合併されるまで政治の場とされた。日田県の廃県後、旧三の丸の半分が日田山林学校半分が日田区裁判所となり裁判所移転後に月隈公園として整備され、城山の石垣や水堀の一部などが残る。陣屋跡（大手門堀沿い）は住宅地となって遺構は残っていない。2016年4月の熊本地震で城山部分の石垣が崩壊。被害状況は大分県内の文化財では最大規模となった。

## 歴史・沿革

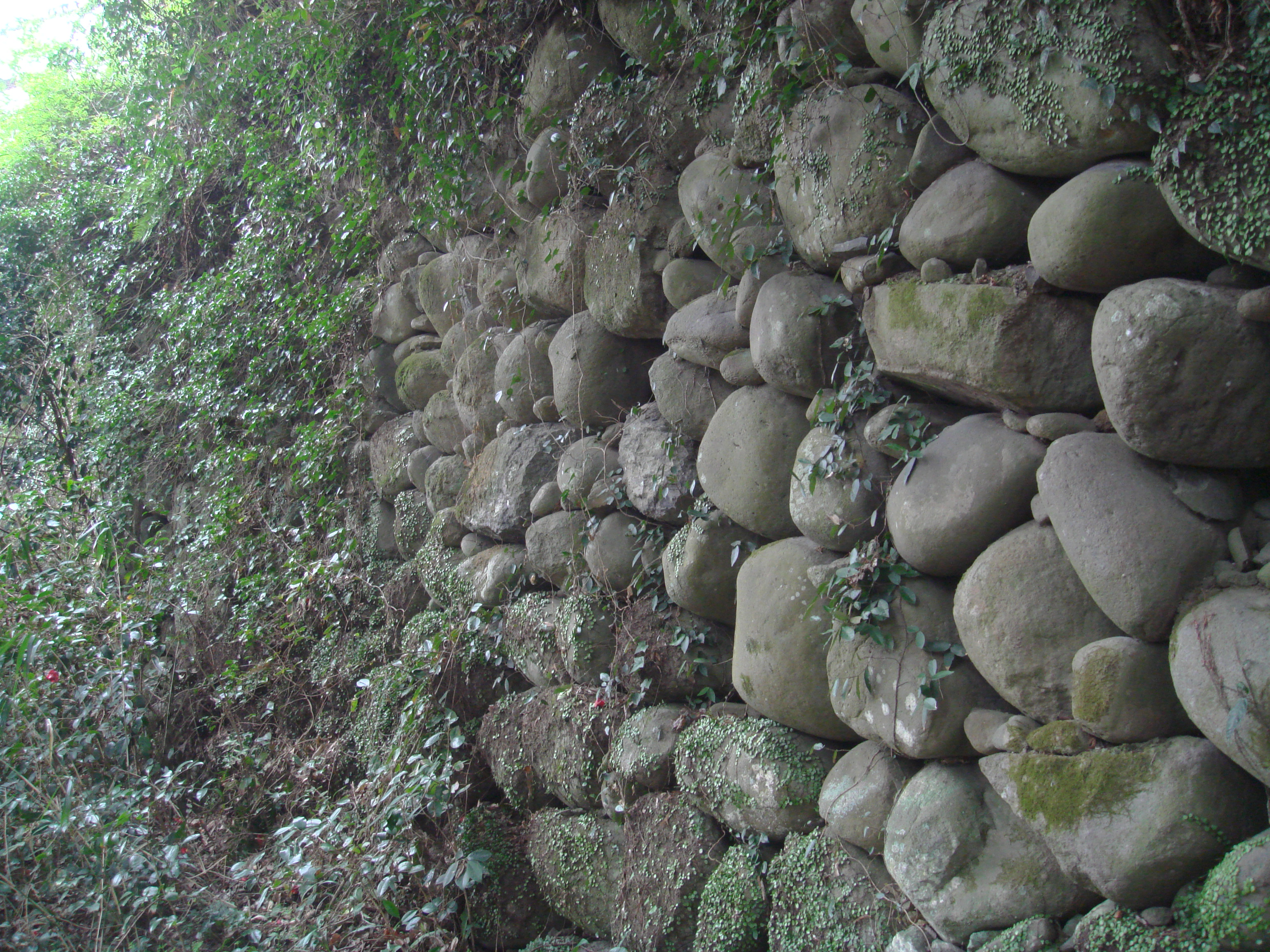
本丸跡石垣

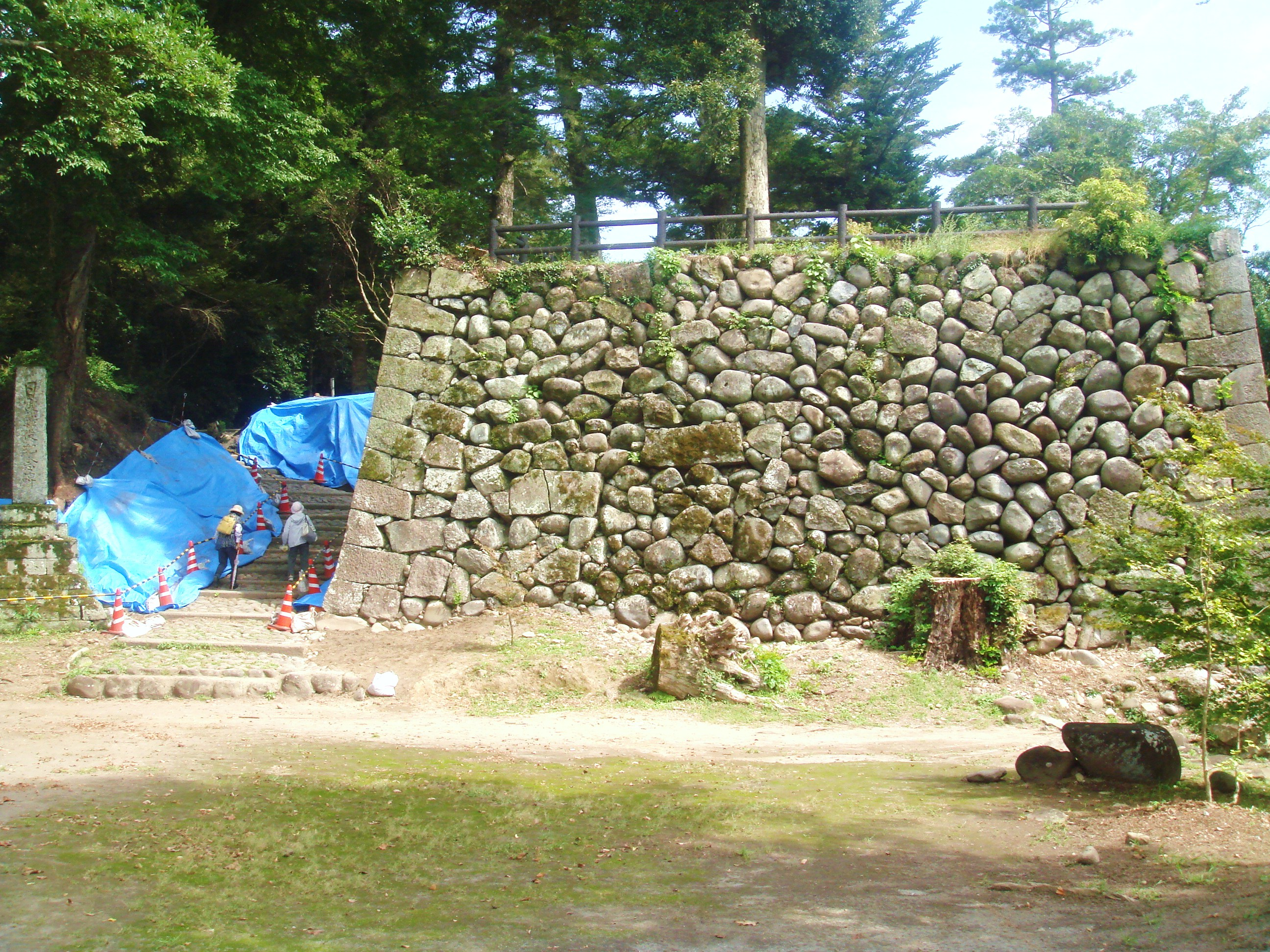
発掘調査後の本丸虎口石垣（南側石垣西面）

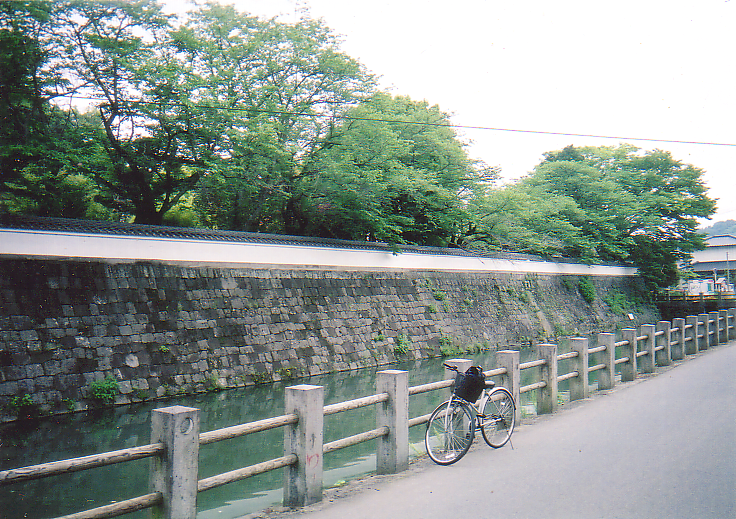
明治時代の石垣と一部現存する水堀

1601年（慶長6年）に小川光氏が丸山城と称して築城したという。このとき、城の東に十二町村（じゅうにちょうむら）より商家を移し、中津へ至る街道を伴う南北2筋の道を通し、街を開いたとされる。
1616年（元和2年）に譜代大名の石川忠総が美濃大垣城から移封。丸山城を改築し永山城と改め、城下であった丸山町を現在の位置に移し、豆田町に改名した。1633年（寛永10年）に中津藩の預かりとなる。
- 1639年（寛永16年）、小川正長（藤左衛門）・氏行（九左衛門）両人が初代代官となり、永山城を廃城して麓に日田陣屋（日田代官所）を築く。
- 1648年（慶安元年）、小川氏行が西下の途中で事故に遭い死亡[4]。
- 1655年（明暦元年）、小川正長死亡。正長の子の行広（又左衛門）と正久（藤左衛門）が日田代官となる[4]。
- 1665年（寛文5年）から1666年（寛文6年）までの間、肥後熊本藩主細川綱利の支配地となり、北西部の水堀（肥後殿堀。[5]）を造成する。
- 1682年（天和2年）から1686年（貞享3年）まで松平直矩が7万石で入封する。陣屋の改築を行っている。
- 1686年（貞享3年）、代官小川正辰により藩が廃され幕府直轄領となる。
- 1767年（明和4年）、代官揖斐政俊の時、西国筋郡代役所となる。

### 明治・大正年間
- 1868年（明治元年）佐田秀ら勤王派の志士(花山院隊)により襲撃を受けて、西国郡代であった窪田鎮勝が陣屋を逃亡。新政府は豊後森藩（玖珠町）・岡藩（竹田市）に取締りを命じる。
同年 旧陣屋に日田県を置き、松方正義が入城後日田県役所と改名。
- 1872年（明治4年）竹槍騒動などの農民による暴動を治めるため、西街道鎮台分営を置く。
同年 旧永山城内に県庁舎と知事公舎が設置されるがその年に大分県に併合し廃県となり、鎮台分営も廃止、旧庁舎である旧陣屋も払い下げられた。
- 1915年（大正4年）、公園に指定される。

### 平成年間
- 2009年（平成21年）、月隈公園整備用道路建設のため公園内27箇所での試掘調査が行われた。
- 2011年（平成23年）、永山城跡の埋蔵文化財調査（発掘調査）が行われ、本丸の虎口北側石垣の遺構、建物礎石などが出土した。
- 2012年（平成24年）、7月中旬の九州北部豪雨によって月隈山登山道の一部が崩壊した。
同年に行なわれた平成24年度発掘調査では、平成23年度に引き続き本丸跡の調査のほか、肥後殿堀跡（北西部水堀跡）の発掘調査が行なわれ、堀跡からは川石を利用した玉石の野面積み石垣の一部が出土した。
- 2016年（平成28年）2月9日、「永山城跡」として大分県の史跡に指定された[6]。

#### 熊本地震（2016年）
- 2016年（平成28年）4月14日・4月16日に発生した熊本地震の本震で城山部分の石垣が崩落し、日田市教育委員会の4月定例教育委員会において文化財保護課長の池田寿生は、本丸石垣の2カ所が崩壊し、その内大手石垣の石垣石が公園歩道入り口付近まで落石、天守西側石垣も崩落している状況を報告した[7]。毎日新聞は2016年4月27日付地方版で、文化庁の現地調査の様子を報じ[3]、2016年5月29日付地方版で、5月29日に馳浩（文部科学相）が非公式で視察し、永山城跡の早期修復に理解を示したと報じた[8]。

## 構造

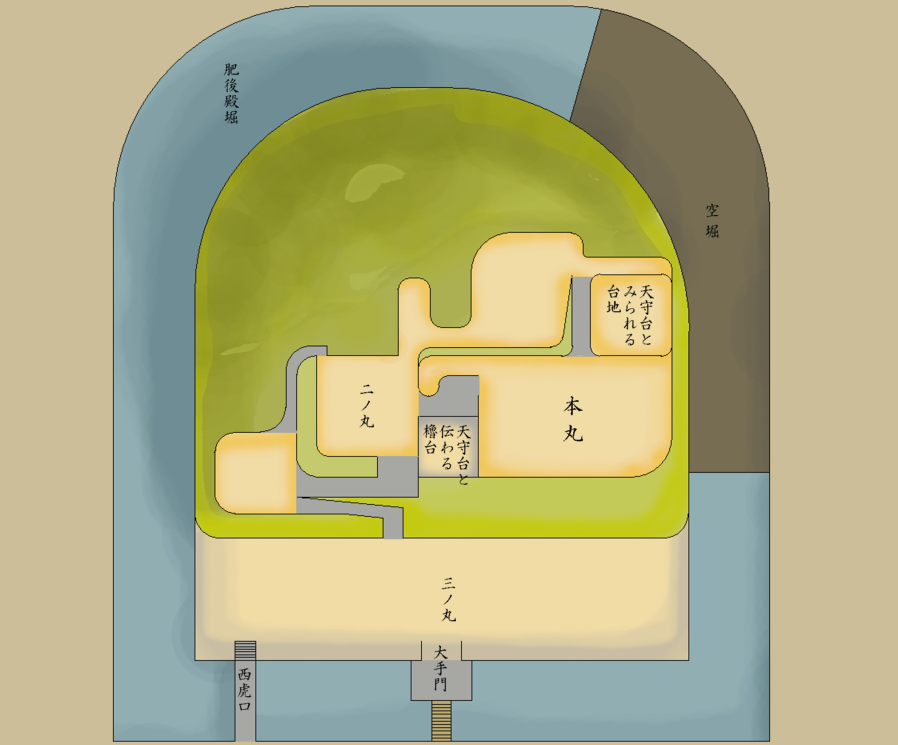
永山城推定縄張図

山頂に本丸、中腹に二の丸、麓に三の丸があり、三ノ丸の南中央に大手虎口が開かれていた。南を表、北を背面としていた。建物があったかなどは不明で、本丸の表門と考えられている虎口脇にある石垣は天守台ともいわれ、本丸奥にある高台も天守台ではないかという説がある。山頂本丸表虎口付近の川石（丸石）を使用した野面積みの石垣が現存する。2009年に日田市が行った公園整備計画にともなう試掘調査によると、本丸表門石垣は1680年代に築かれたものであると推定され、城跡の北西麓からは細川綱利時代のものと推定されている川石の石垣と土塁が出土し、北西斜面中腹からは虎口石垣が出土している。
現在、三ノ丸にかかる石橋や切込み接ぎの石垣は、県庁と知事官邸を建てたころに建造されたものといわれている。

## 日田陣屋

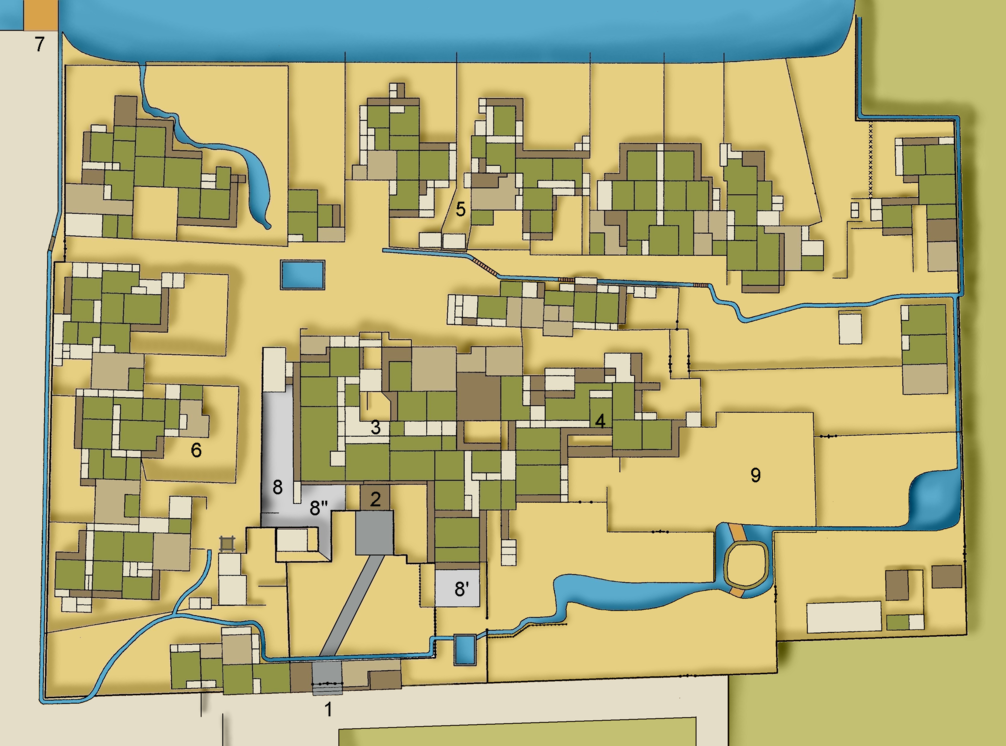
「御陣屋平面図」（山田家所蔵）より
塩谷大四郎正義（1817年-1835年）の時の日田陣屋の様子
1.正門 2.玄関式台 3.役所 4.本陣（奥向き） 5.小屋 6.長屋 7.旧永山城大手口 8.白砂 8'.地方白砂 8".公事方白砂 9.中庭と神明宮

日田陣屋（ひたじんや）は、日田代官所もしくは永山布政所（ながやまふせいしょ）という西国筋郡代役所である。ただし、永山布政所という名称については、昭和11年（1936年）以降に千原豊太が記した「豊後日田永山布政史料」に初めて記述が認められるもので、江戸期では一般に日田御役所と呼ばれていた。

### 構造
陣屋は、追手口跡より東の堀端の現在道路や住宅地となっている一角にあった。郷土史料には、堀から天満宮旧境内裏手と呼ばれるところまで長屋があり、敷地北東の隅に本陣（奥向）、中央に役所があったとある一方で、山田家（隈町山田家）所蔵の「御陣屋平面図」では、南ほぼ中央あたりに長屋門形式の正門と門番詰め所、陣屋の西側と堀側である北側に小屋や長屋と呼ばれる役宅が建ち並び、その中央に役所と奥向を併設した大型の建物が描かれている。『太宰管内志』によれば、本陣（奥向）は寛永年中に日隈城から移築されたものであるという。敷地の北東隅は家相に基づいて鬼門除けのために入隅としている。

### 歴代代官
1. 1639年 小川正慶、小川氏行 （ともに日田在陣）
2. 1656年 小川正久、小川行広 （ともに日田在陣）
1665年から1年にかけては、細川綱利が居城した。
3. 1666年 山田利信、竹内信就 （前者は日田、後者は高松に在陣）
4. 1669年 - 1671年 近藤政勝 （高松在陣）
5. 1677年 永田貞清、三田守良 （前者は日田、後者は高松に在陣）
1682年から4年間は、松平直矩の所領となった。
6. 1686年 小川正久 （日田在陣）
7. 1688年 三田守良 （高松在陣）
8. 1692年 小長谷正綱 （高松在陣）
9. 1698年 室重福 （日田在陣）
10. 1714年 南条則明 （高松在陣）
11. 1716年 室重福 （高松在陣）
12. 1717年 池田季隆 （高松在陣）
13. 1724年 増田永政 （日田在陣）
14. 1734年 岡田俊惟 （日田在陣）
15. 1753年 岡田俊博 （日田在陣）
16. 1758年 揖斐政俊 （日田在陣）岡田俊惟の次男。1767年に初代西国筋郡代に昇任した。
17. 1772年 揖斐僮年 （日田在陣）
18. 1777年 揖斐政喬 （日田在陣）
19. 1786年 揖斐政恒 （日田在陣）
20. 1793年 羽倉秘救 （日田在陣）
21. 1809年 羽倉用九 （日田在陣）
22. 1810年 三河口輝昌 （日田在陣）
23. 1813年 三河口輝長 （日田在陣）
24. 1817年 塩谷正義 （日田在陣）
25. 1836年 高木忠篤 （長崎代官預り。11代目高木作右衛門）
26. 1837年 寺西元栄 （日田在陣）
27. 1841年 寺西東上 （日田在陣）
28. 1841年 竹尾忠明 （日田在陣）
29. 1847年 池田季秀 （日田在陣）
30. 1861年 池田季昶 （日田在陣）
31. 1862年 高木忠知 （長崎代官預り。13代目高木作右衛門）
32. 1862年 屋代忠良 （日田在陣）
33. 1864年 窪田鎮勝 （日田在陣）1868年に陣屋から退去した。